# Ili (rivier)
De Ili (Chinees: 伊犁河, Yili He, Oeigoers: ئىلى دەرياسى, Chüngges, Kazachs: Іле, Ile; Russisch: Или, Ili) is een rivier in Centraal-Azië. De rivier ontspringt in de noordelijke Tian Shan in de autonome regio Xinjiang (Noordwest-China) en mondt uit in het Balkasjmeer in Kazachstan.
De Ili ontstaat nog op Chinees grondgebied uit twee bronrivieren: de Künges (van rechts) en de Tekes (van links). De Tekes is de waterrijkste en met 438 km de langste van beide. Samen met deze rivier heeft de Ili een lengte van 1439 kilometer.
Het voornaamste stuwmeer in de Ili is het stuwmeer van Qapshaghay (1.847 km²) ten noorden van de voormalige Kazachse hoofdstad Alma-Ata, dat tussen 1965 en 1970 werd aangelegd.
Het traject voorbij dit stuwmeer verloopt door het woestijnachtige Zevenstromenland (Kaz.: Jetısu, Russ.: Semiretsje), waarvan de Ili de voornaamste rivier is. Voordat de rivier in het Balkasjmeer uitmondt, vormt de rivier een omvangrijke binnendelta, waarvan echter slechts één arm permanent water aanvoert.
De Kazachse Autonome Prefectuur Ili in China is naar de rivier genoemd. De hoofdstad van dit gebied, Yining of Gulja, is de grootste stad aan de Ili.
- Gemeinsame Normdatei: 4257521-7
- Virtual International Authority File: 234247121